# Kithson Bain
Kithson Bain (Grenada, 26 maggio 1982) è un calciatore grenadino, attaccante degli All saints United e della Nazionale grenadina.